# Victor Borghi
Victor Maurice Borghi (* 3. November 1912 in Ormont-Dessous; † 8. März 1986 ebenda) war ein Schweizer Skilangläufer.

## Werdegang
Borghi, der für den SC Les Diablerets startete, trat national erstmals bei den Schweizer Meisterschaften 1934 in Le Brassus in Erscheinung, wo er den achten Platz über 50 km errang. In der Saison 1934/35 wurde er Westschweizer Meister über 17 km und bei den Schweizer Meisterschaften 1935 Fünfter über 50 km. In der folgenden Saison siegte er erstmals im 50-km-Lauf bei den Schweizer Meisterschaften 1936 und wurde für die Olympischen Winterspiele 1936 in Garmisch-Partenkirchen nominiert. Da der in Les Diablerets ansässige Italiener kurz vorher erst in der Schweiz eingebürgert worden war, kam es zu Passschwierigkeiten und ihm wurde die Einreise in das Deutsche Reich verwehrt und er konnte daher nicht an den Spielen teilnehmen. Im Jahr 1937 verteidigte er seinen Meistertitel über 50 km und kam bei den Nordischen Skiweltmeisterschaften in Chamonix über diese Distanz auf den 15. Platz. Im Jahr 1938 errang er im 50-km-Lauf bei den Schweizer Meisterschaften den dritten Platz sowie bei den Nordischen Skiweltmeisterschaften in Lahti den 60. Platz und im Jahr 1939 bei den Schweizer Meisterschaften den fünften Platz über 16 km. Zudem belegte er bei den Nordischen Skiweltmeisterschaften 1939 in Zakopane den 53. Platz über 18 km, den 18. Rang über 50 km und zusammen mit Adolf Freiburghaus, Eric Soguel und Adi Gamma den fünften Platz in der Staffel. In den folgenden Jahren lief er bei den Schweizer Meisterschaften 1940 auf den sechsten Platz über 16 km sowie auf den dritten Rang über 46 km, bei den Schweizer Meisterschaften 1944 sowie bei den Schweizer Meisterschaften 1947 jeweils auf den vierten Platz über 50 km, bei den Schweizer Meisterschaften 1945 auf den dritten Platz über 50 km und bei den Schweizer Meisterschaften 1946 auf den sechsten Platz über 18 km sowie auf den dritten Platz über 50 km. Zudem wurde er im Jahr 1942 zum dritten Mal Schweizer Meister über 50 km  sowie Westschweizer Meister über 16 km und belegte bei den Nordischen Skiweltmeisterschaften 1941 in Cortina d’Ampezzo den 48. Platz über 18 km sowie erneut zusammen mit Adolf Freiburghaus, Walter Fux und Adi Gamma den fünften Platz in der Staffel. Bei den Olympischen Winterspielen 1948 in St. Moritz nahm er am 50-km-Lauf teil, welchen er aber nach einem Skibruch vorzeitig beendete. Bei den Schweizer Meisterschaften 1949 errang er den fünften Platz und bei den Schweizer Meisterschaften 1951 den sechsten Platz im 50-km-Lauf. Im Jahr 1950 wurde er letztmals Schweizer Meister über 50 km.